# Cartodere heteronotus
Cartodere heteronotus is een keversoort uit de familie schimmelkevers (Latridiidae). De wetenschappelijke naam van de soort werd in 1891 gepubliceerd door Marie Joseph Paul Belon.